# Senpai
Senpai (jap. 先輩; dosł. „starszy kolega/koleżanka”) – japoński zwrot grzecznościowy, używany w odniesieniu do osoby relatywnie starszej wiekiem, o większym stażu, ze starszego, wcześniejszego rocznika, także posiadającej wyższy stopień szkoleniowy np. w sporcie. 
Ktoś, kto jest senpai dla jednej osoby, może być jednocześnie „kōhai” (tzn. młodszy, niższy stopniem, stażem) lub „dōhai” (tzn. równy stopniem) dla drugiej. W japońskich sztukach walki zwrotu grzecznościowego senpai najczęściej używa się w odniesieniu do starszego rangą kolegi, ale nie czarnego pasa, który szkoli młodszą grupę z polecenia sensei.
W karate Kyokushin tytułem senpai zwraca się do każdego współćwiczącego do 2 dan włącznie, jednak formy grzecznościowe nakazują zwracać się do osób posiadających 1 i 2 dan tytułem sensei.
W wersji tradycyjnej transkrypcji Hepburna reprezentującą wymowę japońskich słów 先輩 zapisywane jest przez m jako sempai. W wersji zmodyfikowanej reprezentującą pisownię kany prawidłowy zapis to senpai. Niezależnie od sposobu transkrypcji prawidłowa wymowa używa głoski [m]